# Carlee Taylor
Carlee Taylor, née le 15 février 1989 à Adélaïde, est une coureuse cycliste australienne. C'est une grimpeuse.

## Biographie
Elle vient du triathlon et se consacre exclusivement au cyclisme à partir de 2007.
En 2013, elle aide Tiffany Cromwell lors de la course en ligne des championnats du monde. En 2014, elle rejoint l'équipe Orica-AIS, mais doit y jouer les coéquipières et ne participe pas au Tour d'Italie, qu'elle avait ciblé. Elle décide donc de retourner chez Lotto en 2015.
En 2015, sur la deuxième étape du Tour d'Italie, elle s'échappe dans le premier prix de la montagne avec Flávia Oliveira. Elles comptent jusqu'à deux minutes d'avance. L'Australienne chute toutefois dans la descente du deuxième classement de la montagne.
Sur la Route de France, elle suit le groupe de douze leaders dans la deuxième étape ce qui lui permet d'occuper alors la septième place du classement général. La cinquième étape arrive au sommet de la  Planche des Belles Filles. Carlee Taylor s'y classe cinquième. Au classement général final, l'Australienne est quatrième.
Début 2017, elle effectue une chute. Elle ne retrouve par la suite pas la confiance nécessaire pour évoluer en peloton. En conséquence, elle annonce sa retraite fin 2017.

## Palmarès
- 2008
  -  Championne d'Australie sur route espoirs
- 2010
  - 4e étape du Tour Féminin en Limousin
- 2011
  - 3e du championnat d'Australie du contre-la-montre espoirs
- 2012
  - Grand Prix Fémin'Ain
  - 2e du championnat d'Australie sur route espoirs
  - 3e de la Route de France
- 2015
  - 4e de la Route de France

## Classements mondiaux
| Année                                 | 2008 | 2009 | 2010 | 2011 | 2012 | 2013 | 2014 | 2015 | 2016 | 2017 | 2018 | 2019 | 2020 | 2021 | 2022  |
| ------------------------------------- | ---- | ---- | ---- | ---- | ---- | ---- | ---- | ---- | ---- | ---- | ---- | ---- | ---- | ---- | ----- |
| Classement UCI                        | 297e | 225e | 219e | 287e | 83e  | 138e | 197e | 98e  | 197e | nc   | nc   | nc   | nc   | nc   | 1050e |
|                                       |      |      |      |      |      |      |      |      |      |      |      |      |      |      |       |
| Légende : nc = non classéSource : UCI |      |      |      |      |      |      |      |      |      |      |      |      |      |      |       |